# Type 95 Ha-Go
Il Type 95 Ha-Go fu un carro armato leggero giapponese della seconda guerra mondiale, che fece parte sia dei reggimenti corazzati dell'Esercito imperiale, sia delle unità blindate distaccate presso le forze da sbarco speciali della Marina imperiale giapponese. Nacque come unità addetta alla difesa della fanteria motorizzata, capace di operare alla stessa velocità e di fornire supporto tattico alle truppe: fu armato con un cannone Type 94 da 37 mm e due mitragliatrici da 6,5 mm. Divenne il principale veicolo nipponico di questa categoria e ne vennero fabbricati circa due migliaia fino al 1943, compreso un modello riarmato con un cannone Type 98 da 37 mm (dotato di maggiore velocità iniziale) e due mitragliatrici Type 97 da 7,7 mm, più affidabili delle precedenti.
Il Type 95 era superiore a quasi tutti i mezzi coevi in velocità e armamento e, quando cominciò a essere impegnato in battaglia all'inizio della seconda guerra sino-giapponese, non incontrò ostacoli che potessero seriamente minacciarlo: le forze nazionaliste, infatti, non possedevano che una trascurabile quantità di mezzi corazzati ed erano carenti di efficienti armi anticarro. Nel 1941 e 1942 il Type 95 formò il grosso delle formazioni corazzate poste alle dipendenze delle armate che conquistarono il Sud-est asiatico e le Filippine, potendo in genere operare liberamente. Proprio nell'arcipelago sotto controllo statunitense, però, furono evidenziati i limiti del carro: corazzatura inefficace nella lotta contro altri veicoli (nello specifico l'M3/M5 Stuart) e armamento principale d'insufficiente potenza. A dispetto di tali constatazioni le caratteristiche del Type 95 non furono migliorate ed esso rimase in pratica identico sino alla fine della seconda guerra mondiale, continuando a combattere sulle isole fortificate dai giapponesi e via via espugnate dagli Stati Uniti; in generale tali scontri si risolvevano con la distruzione completa dei reparti corazzati nipponici. Una volta che l'Impero giapponese si arrese agli Alleati consistenti numeri di Type 95, rimasti in Cina e Corea, caddero nelle mani dei nazionalisti e/o delle forze comuniste.
Il Type 95 fornì la piattaforma ideale per lo sviluppo di altri carri armati leggeri, ad esempio il Type 98 Ke-Ni e il Type 2 Ke-To, quest'ultimo impiegabile anche con le truppe paracadutiste. Un'estesa rielaborazione dello scafo portò inoltre al mezzo anfibio Type 2 Ka-Mi. In genere tutte le varianti derivate dal Type 95 furono prodotte in numeri molto contenuti e quasi nessuno di tali veicoli fu trasportato al fronte e testato in azione.

## Storia

### Sviluppo
La creazione nei primi anni trenta di brigate meccanizzate miste all'interno dell'esercito imperiale rese evidente come i carri armati Type 89 Yi-Go fossero troppo lenti per poter esservi compresi, oltre a dover sopportare lunghi periodi di marcia dannosi per le meccaniche. Fu dunque richiesto un mezzo leggero veloce, dall'ampia autonomia e con armi e corazza paragonabili ai veicoli stranieri della stessa categoria, il cui compito precipuo fosse la protezione delle truppe trasportate sugli autocarri.
Un primo prototipo fu completato nel giugno 1934 all'arsenale di Sagami, sotto la giurisdizione dell'esercito; pesava 7,5 tonnellate, raggiungeva i 43 chilometri orari e disponeva di un vasto raggio d'azione, ben 250 chilometri. Ritenuto ancora troppo pesante, fu alleggerito di una tonnellata e la velocità salì a 45 chilometri orari. Le prove iniziarono a ottobre sia nella scuola di fanteria che in quella della cavalleria e ottennero critiche sensibilmente opposte: mentre la seconda si disse soddisfatta del carro, agile e veloce, la prima insistette perché fosse aumentata la corazzatura e potenziato l'armamento, affinché il mezzo potesse effettivamente appoggiare in azione le truppe. Altri test vennero condotti nella Manciuria settentrionale, nei ranghi della 1ª Brigata mista indipendente lì dislocata, tra la fine del 1934 e l'inizio del 1935, e confermarono il giudizio dei comandanti di cavalleria: il nuovo veicolo fu denominato Type 95 Ha-Go, espressione traducibile in italiano come "terzo modello di carro leggero tipo 2595".
La denominazione Kyū-Go, spesso attribuita al Type 95, non è del tutto corretta: infatti in lingua giapponese tale nome significa "95", quindi è come se si ripetesse il numero di modello del carro armato e non implica una qualifica del mezzo; ciò accade invece con l'espressione non canonica e mai usata dall'esercito Ke-Go, ovvero "mezzo/modello leggero".

### Produzione
Sebbene pronto dal 1935, il nuovo carro cominciò a essere fabbricato e distribuito in piccole quantità dall'anno successivo, ma solamente a partire dal 1938 la produzione aumentò a ritmi più rapidi, raggiungendo una punta di 705 esemplari costruiti durante il 1941 e terminando nel 1943. Il numero di unità completate non è sicuro e le fonti ne indicano alternativamente 1 100-1 250/circa 1 350/2 103/2 375.
La principale ditta preposta alla produzione era la Mitsubishi, coadiuvata dagli arsenali di Sagami e Kokura (controllati dall'Esercito), ma contribuirono anche la Hitachi, la Niigata Tekkosho e la Kōbe Seikosho.

### Impiego operativo

#### Cina e Mongolia
Dopo la scoppio della seconda guerra sino-giapponese l'esercito imperiale aveva mobilitato la 1ª Brigata mista indipendente del maggior generale Sakai, forte di dodici Type 89 Yi-Go, dodici Type 94 TK, quattro veicoli corazzati del genio e tredici Type 95. Dopo aver combattuto presso Pechino e Hebei, la formazione giunse nella provincia di Quhar, dove venne suddivisa tra le unità di fanteria per appoggiarne l'avanzata: la deficienza cinese in armi controcarro e mezzi blindati rese la missione dei Type 95 relativamente facile.
Circa due anni più tardi, nell'estate del 1939, Giappone e Unione Sovietica si affrontarono nell'ultima guerra di confine non dichiarata presso Nomonhan, terminando la lunga serie di simili conflitti iniziata nei primi anni trenta. I nipponici inviarono due reggimenti carri, dei quali il 4º (colonnello Tamada) schierava trentasei Type 95: nel primo combattimento tra corazzati i veicoli giapponesi dimostrarono di essere inadeguati per le sottili protezioni e i cannoni a canna corta; in dieci giorni di battaglia furono persi più del 40% degli effettivi totali.

#### 1941-1942
All'entrata in guerra dell'Impero giapponese il Type 95 era un carro vecchio di sei anni e già obsoleto se paragonato a diversi blindati dei belligeranti: ciononostante fu adoperato con successo durante la fulminea espansione nel Pacifico.

##### Malesia e Birmania

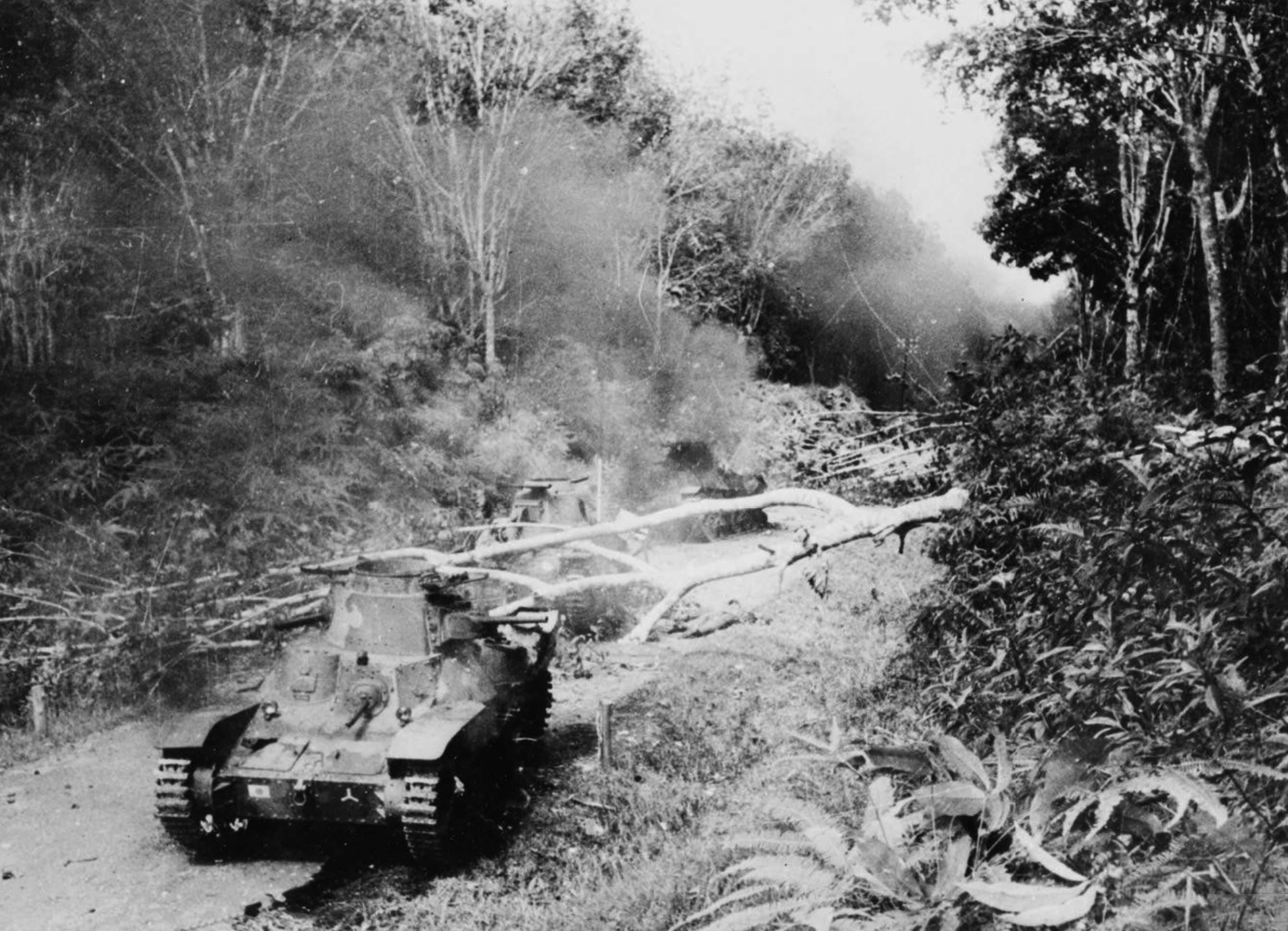
Type 95 distrutti durante la campagna della Malesia

Le truppe giapponesi sbarcarono in Malesia l'8 dicembre 1941, appoggiate da tre formazioni corazzate: il 1º Reggimento carri con diciassette Type 95 (colonnello Mukaida), il 6º con dodici Type 95 (colonnello Kawamura) e infine il 14º (colonnello Kita), composto esclusivamente da quarantacinque Type 95. La loro inaspettata presenza fece crollare una dopo l'altra, senza soverchie difficoltà, tutte le linee di difesa frettolosamente allestite dalle truppe indo-britanniche che, sprovviste di appoggio corazzato, non ritenevano possibile l'impiego di carri armati nella fitta giungla locale: essa però non frenò affatto le avanzate dei Type 95. Conquistata l'intera penisola malese, le truppe nipponiche sbarcarono l'8 febbraio a Singapore, seguite dai carri del 1º e 14º Reggimenti che si rivelarono utili per abbattere la resistenza britannica.
La situazione era invece differente in Birmania, dove i britannici poterono opporre la 7ª Brigata corazzata alla 1ª Compagnia del 2º Reggimento carri: la piccola unità, inviata durante il gennaio 1942, contava solo dodici Type 95 al comando del primo tenente Okada. I mezzi giapponesi persero quasi tutte le battaglie sostenute contro i carri leggeri M3 Stuart, che però rimanevano vulnerabili agli attacchi di fanteria: alla fine le truppe indo-britanniche furono costrette a ritirarsi dalla Birmania.

##### Filippine e Indie olandesi
Le Filippine, possesso statunitense dal 1898, furono attaccate poco dopo Pearl Harbor dalla 14ª Armata giapponese, appoggiata da due formazioni di carri: il 4º Reggimento del tenente colonnello Kumagaya riuniva trentotto Type 95, il 7º del colonnello Sonoda ne contava quattordici. I mezzi giapponesi ebbero gioco facile contro i difensori in quasi tutte le occasioni, ma la disponibilità da parte statunitense di due battaglioni di M3 Stuart dette luogo al primo combattimento tra corazzati della guerra del Pacifico: il 22 dicembre 1941 i mezzi nipponici del 4º Reggimento attaccarono i meglio corazzati avversari che però, guidati da equipaggi inesperti, non seppero frenare i Type 95, la cui inadeguatezza nella lotta controcarri non fu dunque evidenziata. In seguito i blindati nipponici ebbero poca parte negli scontri, svoltisi nella penisola di Bataan fittamente ricoperta di giungle, tanto che il 4º Reggimento fu presto inviato a occidente per prendere parte alla conquista delle Indie orientali olandesi.
Tali territori, assoggettati ai Paesi Bassi, erano l'obiettivo primario dell'espansione giapponese a causa dei ricchi giacimenti petroliferi. Oltre all'unità proveniente dalle Filippine, fu schierato anche il 2º Reggimento carri del colonnello Mori, forte di trentuno carri medi Type 97 Chi-Ha e di sei Type 95, che poté agire impunemente contro le simboliche resistenze alleate.

##### Isole Aleutine
Mentre la battaglia aeronavale a Midway volgeva al termine, distaccamenti giapponesi erano sbarcati nelle due isole più occidentali delle Aleutine, Attu e Kiska, conquistandole il 10 giugno 1942; al loro seguito vi erano alcuni Type 95, che divennero così gli unici carri armati appartenenti a una nazione nemica degli Stati Uniti ad averne percorso il suolo in tempo di guerra. Non si hanno però ulteriori informazioni sul loro destino.

##### Nuova Guinea e Salomone

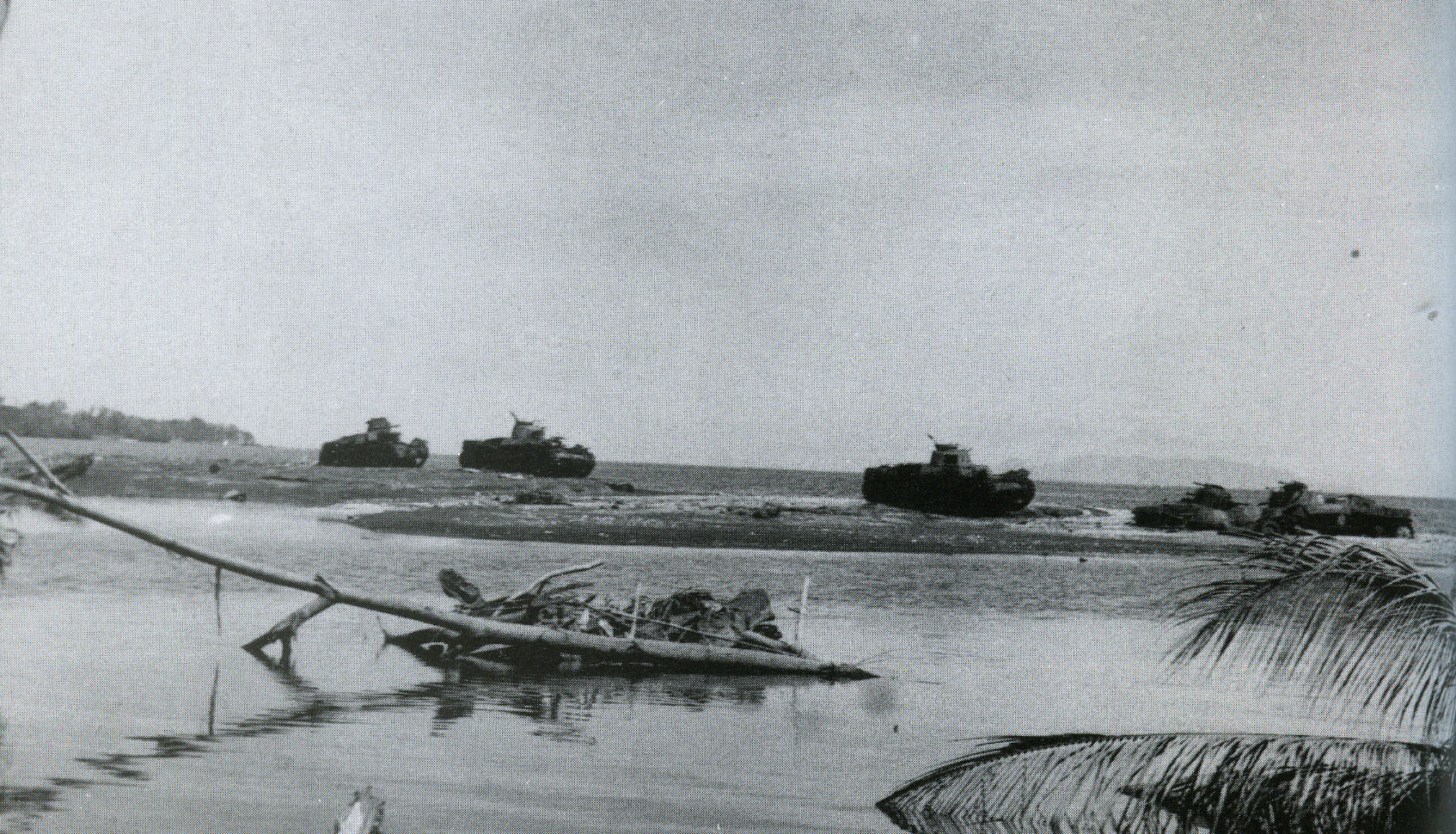
I due Type 95 e alcuni Type 97 della 1ª Compagnia giacciono distrutti lungo il fiume Matanikau

Nel luglio del 1942 l'iniziativa era passata in mano statunitense dopo le vittorie riportate nella battaglia del Mar dei Coralli e a Midway. Ad agosto Guadalcanal era stata attaccata e allo stesso tempo, in Nuova Guinea, truppe alleate resistevano tenacemente a Port Moresby. Proprio per sopprimere le truppe australiano-statunitensi qui dislocate, i comandi nipponici elaborarono un ardito piano di avanzata terrestre, affiancata da uno sbarco accessorio nella Baia di Milne. L'operazione ebbe inizio a fine agosto e reparti della 5ª Forza da sbarco "Kure" misero piede a terra incontrastate, con l'appoggio di un plotone di due Type 95; i mezzi finirono però impantanati nonostante il peso contenuto e furono abbandonati, non prendendo parte alla battaglia contro gli australiani che sconfissero dopo alcuni giorni le truppe giapponesi.
Sull'isola di Guadalcanal giunse a ottobre la 1ª Compagnia carri indipendente, composta da dieci carri medi Type 97 Chi-Ha e due Type 95: agli ordini del capitano Maeda, era stata ottenuta convertendo la 4ª Compagnia del 2º Reggimento dopo la conquista dei possedimenti olandesi. Durante lo scarico due Type 97 rimasero danneggiati ma gli altri mezzi avanzarono con le truppe del 4º Reggimento fanteria fino al delta del fiume Matanikau, a ovest delle posizioni statunitense a difesa dell'aeroporto Henderson. Un primo assalto fu lanciato la sera del 21 ottobre, durante il quale il Type 95 di testa fu disintegrato dal fuoco di obici da 155 mm, fatto che convinse il colonnello Oka comandante le truppe nipponiche a rimandare l'attacco. L'offensiva sul Matanikau riprese alle 18:00 del 23 ottobre, quando i carri giapponesi aprirono la strada al 4º Reggimento e iniziarono a penetrare nella prima linea statunitense. Improvvisamente il capofila fu centrato dal fuoco di un cannone anticarro che lo fece saltare in aria, ribaltandolo; in poco tempo i carri nipponici furono bersagliati mentre tentavano di districarsi e tutti furono distrutti.

#### 1943-1945
Perduta Guadalcanal e con il passaggio dell'iniziativa militare in mano statunitense sia in Nuova Guinea che nelle Salomone, il Type 95 era ormai superato da tutte le armi e i veicoli messi in campo dall'imponente produzione bellica statunitense, rivelandosi vulnerabile anche alle mitragliatrici pesanti Browning M2 da 12,7 mm. Addirittura venne constatato come i proietti perforanti trapassassero senza effetto il mezzo nipponico, tanto le sue corazzature erano esigue: i carristi alleati adoperarono dunque le normali granate esplosive, più che sufficienti per combattere il Type 95.

##### Isole Gilbert e Marshall
Sull'isola di Betio, nell'atollo di Tarawa, i giapponesi avevano costruito forti postazioni difensive e dislocato anche un'unità di carri, appartenente alla 7ª Forza da sbarco speciale, forte di quattordici Type 95 e guidata dal guardiamarina Ohtani. Durante la successiva battaglia, sette carri nipponici attaccarono un M4 Sherman di sostegno agli statunitensi sbarcati per bloccarne l'anello di rotolamento della torretta, ma furono ben presto soverchiati e distrutti. Su Makin, altra isola dello stesso atollo, la difesa era affidata a un distaccamento della 3ª Forza da base speciale, coadiuvata da tre Type 95: uno fu distrutto in combattimento, mentre due vennero abbandonati in una postazione fortificata.
Tra gennaio e febbraio 1944 le forze statunitensi intrapresero la campagna delle Marshall, attaccando in forze e con grandi bombardamenti preparatori il protettorato nipponico. Sull'isola di Eniwetok i Marines s'imbatterono nella compagnia carri della 1ª Brigata marittima mobile, composta da nove Type 95 agli ordini del primo tenente Ichikawa; egli era però assente e non condivise il destino della sua unità, distrutta in azione. Sull'isola Parry, nella parte sudorientale dell'atollo Eniwetok, altri tre mezzi giapponesi furono eliminati durante e dopo gli sbarchi condotti il 22 febbraio.

##### Gli ultimi scontri in Nuova Guinea

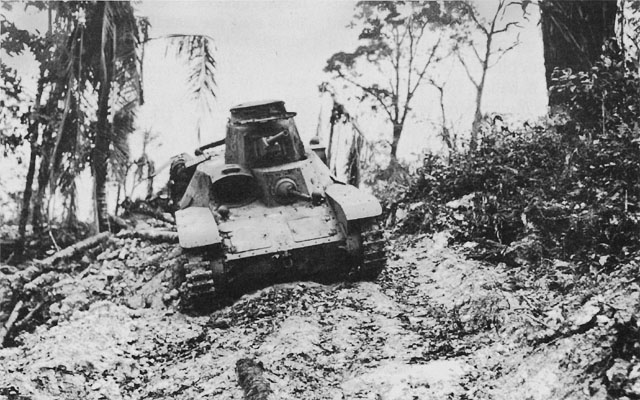
Un Type 95 messo fuori combattimento a Biak, un'isola nel nord-est della Nuova Guinea

Già gravemente provate dall'offensiva alleata condotta dagli Alleati nell'estate del 1943, le truppe giapponesi in Nuova Guinea tenevano ancora la parte occidentale dell'isola; furono fatte oggetto di numerosi attacchi aerei da parte della Task Force 58, che spianarono la strada agli sbarchi del 22 aprile 1944. Isolati i reparti nipponici, gli statunitensi sbarcarono il 27 maggio sull'isoletta di Biak, dove erano concentrati 11.000 soldati imperiali appoggiati dall'unità carri del 222º Reggimento fanteria, forte di nove Type 95 e comandata dal primo tenente Iwasa. Il 29 maggio i Marines stavano avvicinandosi al locale aeroporto, perciò Iwasa inviò quattro carri; essi s'imbatterono però in tre M4 Sherman che li distrussero. Il tenente guidò personalmente un secondo contrattacco con tre Type 95, ma anche quest'azione fu sventata dagli statunitensi e Iwasa rimase ucciso. Gli ultimi due mezzi giapponesi andarono perduti il 15 giugno, quando fu combattuta l'ultima battaglia per l'aeroporto, poi caduto nelle mani statunitensi.
Nel frattempo, i successivi sbarchi in Nuova Guinea erano continuati e provocarono numerosi altri scontri; presso Toem si ebbe una battaglia tra la 7ª Forza anfibia dell'ammiraglio Daniel Barbey, sottoposto di MacArthur, e la 36ª Divisione di fanteria giapponese, appoggiata dalla propria unità blindata di diciassette Type 95 agli ordini del capitano Fujimura. Schierato presso Sarmi, dietro la linea del fronte, il reparto inviò due carri all'aeroporto di Wiske come misura preventiva. Il 3 luglio essi ingaggiarono due carri anfibi statunitensi in ricognizione, che non si erano accorti della presenza dei giapponesi: un Type 95 fece fuoco e distrusse un mezzo avversario, provocando la fuga del secondo. In seguito si verificarono altre schermaglie nell'area, ma essendo combattute nell'intrico della giungla i carri armati di entrambi gli eserciti vi ebbero poca parte; alla fine Sarmi, dallo scarso valore strategico, rimase isolata e così la formazione di Fujimura sopravvisse quasi intatta alla guerra.

##### Le battaglie in India e Cina

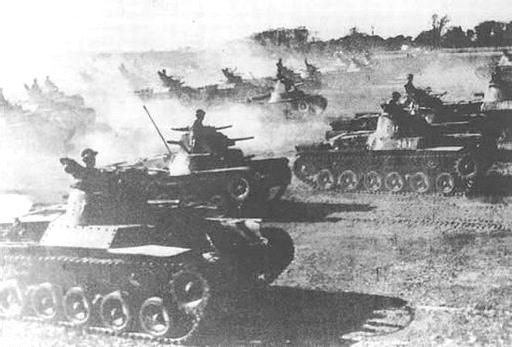
Forze corazzate giapponesi in marcia durante le prime fasi dell'Operazione Ichi-Go

Su questi due vasti fronti le operazioni erano più o meno ristagnanti dall'estate del 1942, in quanto i giapponesi avevano concentrato i propri sforzi nel Pacifico mentre cinesi e britannici stavano ammassando truppe e mezzi per sferrare una grande offensiva e liberare i territori occupati. Entrambi furono però preceduti dall'esercito nipponico, che nel marzo 1944 lanciò un doppio attacco verso l'India partendo dalla Birmania: fu coinvolto anche il 14º Reggimento carri del tenente colonnello Ueda, che tra Type 95, Type 97 Chi-Ha, tankette Type 97, M3/M5 Stuart catturati e semoventi contava sessantasei mezzi corazzati. L'operazione nipponica si risolse però in una grave sconfitta strategica, perché le città di Imphal e Kohima, sebbene assediate per mesi, non cedettero. A luglio il reggimento di Ueda era andato quasi completamente distrutto a causa dei combattimenti sostenuti presso Kohima contro gli M3 Lee/Grant britannici.
In Cina i giapponesi spiegarono un vasto schieramento di forze (oltre 250 carri armati medi e leggeri della 3ª Divisione carri) che iniziò l'operazione Ichi-Go a metà aprile, annichilendo le truppe nazionaliste: il 25 maggio fu presa Luoyang, seguita dalle importanti città di Changsha e Liuzhou; abbattute tutte le resistenze e respinti i cinesi dalle coste, truppe e carri nipponici avanzarono verso sud-ovest raggiungendo a dicembre l'Indocina: era ora possibile per i giapponesi viaggiare in ferrovia dalla Manciuria al Sud-est asiatico senza abbandonare i territori occupati dall'esercito imperiale.

##### Le Marianne e Peleliu

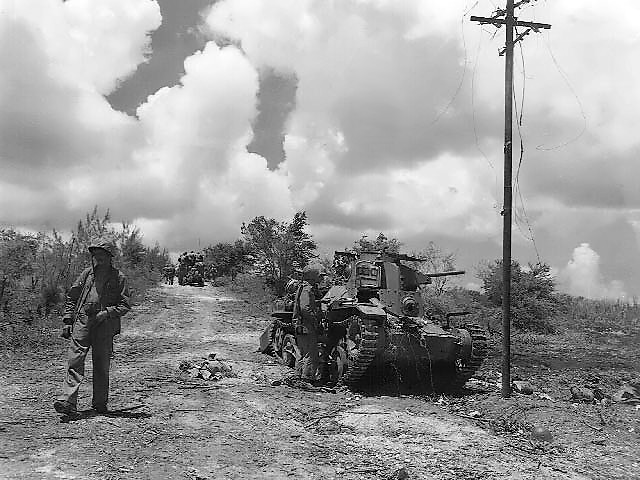
Un Type 95 rimasto sul campo di battaglia a Tinian

L'arcipelago delle Marianne, possesso giapponese dal 1919, subì da febbraio diverse incursioni aeree che prepararono il terreno per gli sbarchi del 15 giugno 1944, quando i Marine della 2ª e 4ª Divisione riuscirono a stabilire una testa di ponte sull'isola di Saipan: qui era dislocato il 9º Reggimento carri (mancante della 1ª e 2ª Compagnie posizionate a Guam) del colonnello Takashi Goto, che schierava quarantasette carri armati, dei quali dodici erano Type 95; altri nove carri leggeri erano compresi nella 55ª Unità da guardia del capitano Karashima, alle dipendenze della 1ª Forza da sbarco speciale "Yokosuka". Nel pomeriggio si verificarono una serie di attacchi condotti da quest'ultimo reparto e dalla 4ª Compagnia del 9º Reggimento presso Charan Kanoa, ma il 6º Reggimento Marine lì trincerato frustrò gli assalti nipponici con i bazooka e l'appoggio degli M4 Sherman, distruggendo più di undici carri armati. Alle 03:30 di notte il 9º Reggimento attaccò in massa, supportato dal 136º Reggimento di fanteria e alcuni Type 95, oltre che dai resti della 55ª Unità: la più grande carica di mezzi corazzati giapponesi della guerra del Pacifico cozzò alle 03:45 contro le linee statunitensi provocando una grande battaglia, durante la quale i veicoli nipponici furono bersagliati dai pezzi controcarro e dal fuoco navale; inoltre intervennero gli Sherman M4A2 del 2º Battaglione corazzato Marine e alcuni semicingolati M3 armati con un cannone da 75 mm. Al sorgere dell'alba ventinove tra Type 95 e Type 97 erano stati distrutti, circa 700 soldati imperiali erano rimasti uccisi e solo dodici carri sfuggirono. Un'altra fonte afferma invece che i giapponesi persero tra i trenta e i trentadue corazzati.
Un mese più tardi, il 21 luglio, reparti dei Marine sbarcarono sull'isola di Guam, dove erano di stanza le Compagnie carri 1ª e 2ª del 9º Reggimento: comandate rispettivamente dai primi tenenti Yuki e Kumagaya, riunivano trentuno carri armati, dei quali venti erano Type 95. Era inoltre disponibile la 24ª Compagnia carri indipendente del capitano Hideo Sato, assegnata alla 29ª Divisione fanteria e forte di nove Type 95. Si ebbero subito dei combattimenti vicino alle spiagge, nei quali alcuni Type 95 vennero in breve eliminati; successivamente la 1ª Compagnia inviò cinque mezzi a sostegno di un contrattacco ad Agat, nella parte meridionale dell'isola, ma l'azione non fu coronata da successo e i Type 95 furono distrutti. Il 25 luglio il comandante della guarnigione, generale Takeshi Takashima, ordinò un attacco su vasta scala per ributtare a mare gli invasori, ma la 2ª Compagnia e la formazione di Sato persero la strada e non riuscirono ad appoggiare l'assalto della fanteria. In seguito i giapponesi impiegarono i carri armati in piccoli gruppi sottoponendo i reparti corazzati a un continuo stillicidio di perdite senza risultati tangibili. Il 10 agosto, gli ultimi dieci veicoli (non si sa quali modelli) lanciarono una disperata carica contro un gruppo di M4 Sherman ma furono tutti distrutti o messi fuori combattimento.

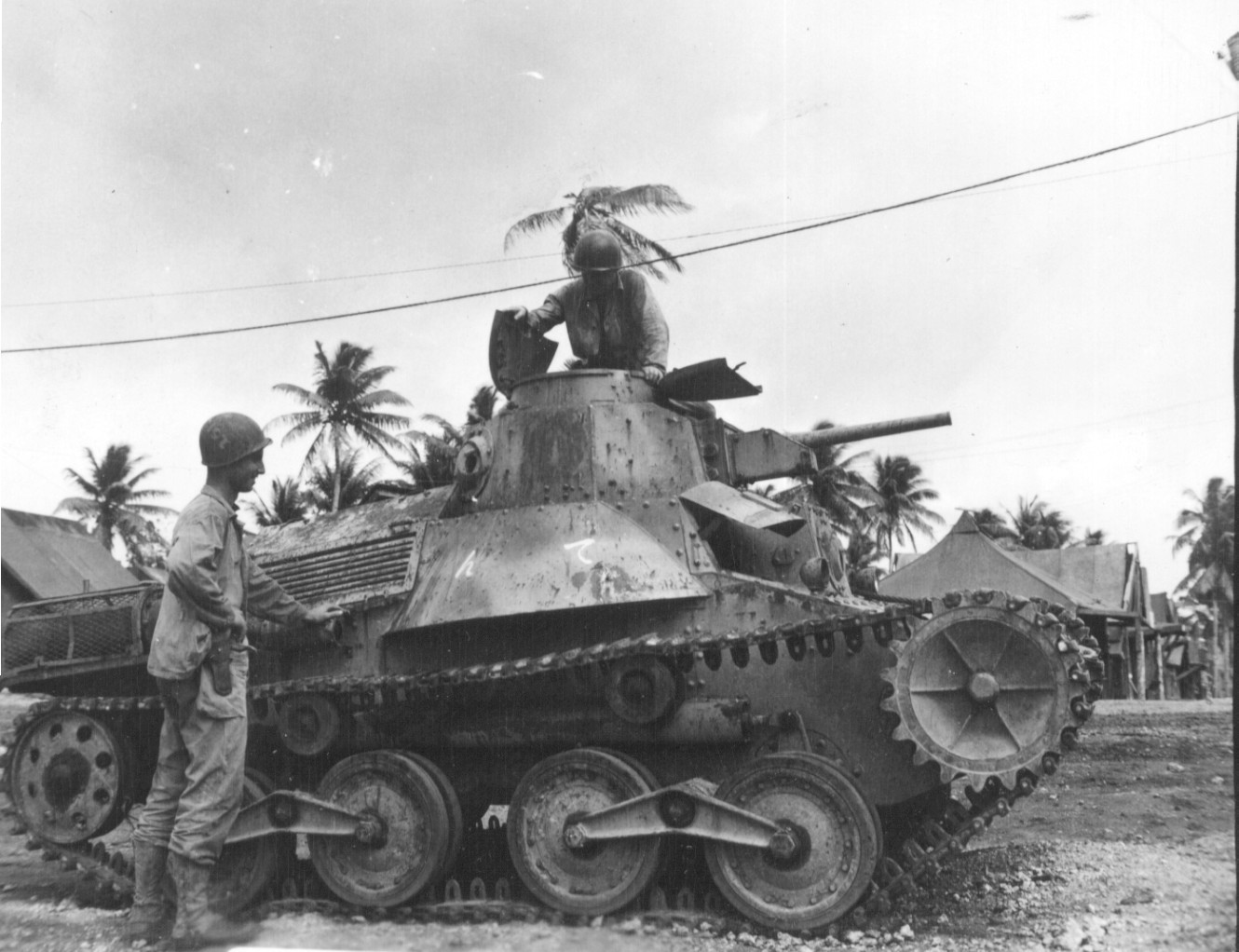
Un superstite Type 95 catturato dagli statunitensi sull'isola di Guam

Un'altra fonte dipinge invece un diverso svolgersi degli eventi: sempre il 21 luglio la 1ª Compagnia dimezzata e l'intera formazione di Sato vennero lanciate contro le teste di ponte, provocando al distruzione di tutti e tredici i Type 95 impiegati. Da allora i giapponesi utilizzarono i residui undici carri solo in contrattacchi notturni.
L'ultima isola delle Marianne a essere invasa fu Tinian, che subì pesanti bombardamenti dal mare e dal cielo, come anche da Saipan, dove gli statunitensi avevano piazzato pezzi d'artiglieria che sparavano attraverso lo stretto che separava le due isole. Il mattino del 24 luglio i Marines misero piede a terra e subito avanzarono, respingendo un contrattacco durante il quale due Type 95 vennero distrutti. Il comandante giapponese, colonnello Ogata, lanciò un importante attacco notturno cui partecipò anche parte dell'unità carri del 18º Reggimento, capitanata dal primo tenente Sikamura e composta in origine da undici Type 95: l'assalto nipponico fu un'ecatombe e dei sei blindati che appoggiarono l'azione cinque furono annientati. I rimasugli del reparto di Sikamura furono distrutti con il procedere della battaglia, che terminò con la vittoria statunitense il 1º agosto.
Mentre le truppe che avevano conquistato le Marianne venivano riorganizzate e ricostituite, gli Stati Uniti decisero di attaccare il piccolo arcipelago delle Palau, a est delle Filippine, e in particolare l'isola di Peleliu, che i giapponesi avevano pesantemente fortificato: la guarnigione disponeva inoltre di sedici Type 95 riuniti nell'unità carri del capitano Amano, alle dipendenze della 14ª Divisione fanteria. Dopo intensi bombardamenti preliminari, la 1ª Divisione Marine sbarcò sull'isola di Peleliu il 15 settembre, conquistando nel pomeriggio, dopo feroci combattimenti, l'aeroporto meridionale. I giapponesi riunirono i carri armati, una compagnia di soldati e lanciarono alle 16:30 un contrattacco, colpendo il settore dove si congiungevano il 1º e 5º Reggimenti statunitensi; essi erano però già pronti alla difesa e con l'appoggio degli M4 Sherman disintegrarono il reparto corazzato nipponico.

##### La liberazione delle Filippine

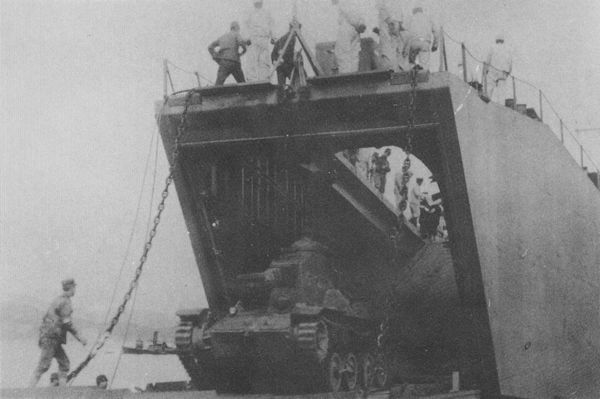
Uno dei Type 95 inviati a Leyte lascia la nave di trasporto che lo ha condotto sull'isola

Dopo le azioni su Peleliu e la messa in sicurezza della Nuova Guinea, gli Stati Uniti concentrarono gli attacchi aeronavali sulle Filippine, ultima difesa della "via del petrolio" che dall'Indonesia portava il prezioso liquido in Giappone. Le continue e grandi incursioni aeree precedettero lo sbarco sull'isola di Leyte il 20 ottobre 1944: qui era di stanza una sola unità corazzata dotata di antiquati Type 89 Yi-Go, il cui assalto alle teste di ponte stabilite dagli invasori si risolse in uno scacco sanguinoso.
Decisi a non cedere l'isola, o quantomeno a far pagare un duro prezzo per la sua conquista, i giapponesi inviarono via mare aiuti d'ogni genere alla guarnigione: tra questi figuravano anche venti Type 95. La metà formava la 1ª Compagnia carri indipendente del capitano Uchida, convertita dallo stesso reparto del 10º Reggimento carri; gli altri dieci veicoli erano parte della 2ª Compagnia carri indipendente del capitano Kurobe, ricavata dalla 1ª Compagnia del 6º Reggimento. Entrambe furono poste alle dipendenze della 1ª Divisione fanteria, che costituiva il grosso dei rinforzi; appena sbarcati a Ormoc (nella parte nordoccidentale di Leyte) i carri furono usati per trainare i pezzi d'artiglieria fino al Limon Pass, una gola contenente l'unica strada che collegava le opposte coste dell'isola passando attraverso una catena montuosa. I combattimenti che si svolsero nell'area videro i Type 95 operare in supporto alla fanteria, ma lentamente furono quasi tutti distrutti, e gli ultimi tre vennero fatti saltare in aria dai giapponesi quando si ritirarono dalla zona verso la fine di dicembre.
Il 9 gennaio 1945, un'ingente flotta statunitense si presentò dinanzi alle coste del Golfo di Lingayen, nella zona nordoccidentale della grande isola di Luzon: dopo bombardamenti navali preparatori fu stabilita una grande testa di ponte. Nell'area i giapponesi schieravano il grosso della 2ª Divisione carri, basata sulla 3ª Brigata mista del maggior generale Shigemi che si articolava sui reggimenti 6º, 7º e 10º, ognuno dotato di tre compagnie di carri medi e una di mezzi leggeri; solo la seconda formazione era però al completo, perché le altre avevano dovuto distaccare i reparti di carri leggeri a Leyte. Il tenente generale Tomoyuki Yamashita, a capo di tutte le forze terrestri nipponiche, decise d'impiegare i corazzati per rallentare l'avanzata avversaria onde permettere la ritirata delle altre divisioni su posizioni montane, più consone alla battaglia di logoramento che intendeva portare avanti.
Secondo questo piano, Yamashita ordinò al 7º Reggimento di attaccare gli statunitensi: il comandante, tenente colonnello Maeda, mosse verso il golfo preceduto da un battaglione motorizzato e una compagnia corazzata; tale avanguardia cadde in un'imboscata notturna vicino alle spiagge e subì gravi perdite prima di potersi ritirare. Il giorno dopo scoppiarono feroci scontri a Urdaneta tra gli avanzanti M4 Sherman e i Type 97 di Maeda, che tesero a loro volta un'imboscata per distruggere gli avversari: alla fine i carri statunitensi superarono l'ostinata resistenza. Maeda si ritirò di qualche chilometro a nord est vicino a San Manuel e con i trentaquattro carri che gli rimanevano costituì una linea difensiva sotterrandoli fino a lasciare allo scoperto solo le torrette. Gli statunitensi localizzarono però i carri armati e per cinque giorni bombardarono le posizioni giapponesi; il 26 gennaio sedici Sherman avanzarono metodicamente sparando da distanza di sicurezza ai mezzi nipponici. Tale tattica lasciò Maeda con soli sette carri, che condusse in un fanatico attacco banzai la notte del 27: la carica fu un massacro e Maeda vi trovò la morte. In totale i Type 95 distrutti furono diciannove.

##### Iwo Jima e Okinawa
Il 19 febbraio 1945 gli Stati Uniti attaccarono l'isola-fortezza di Iwo Jima, dov'era di stanza il 26º Reggimento carri del tenente colonnello Takeichi Nishi, ottenuto dalla conversione del reggimento da ricognizione della 1ª Divisione carri; l'unità contava undici Type 97 Chi-Ha e dodici Type 95. Considerata la natura rocciosa dell'isola, che mal si prestava a manovre con dei carri armati, Nishi decise di usarlo come casematte corazzate e seminterrate: la 1ª Compagnia fu schierata nella zona sud e la 2ª a ovest, entrambe coadiuvate da un plotone d'artiglieria. La 3ª fu disposta nell'area orientale assieme al quartier generale, subito dietro la futura linea del fronte.

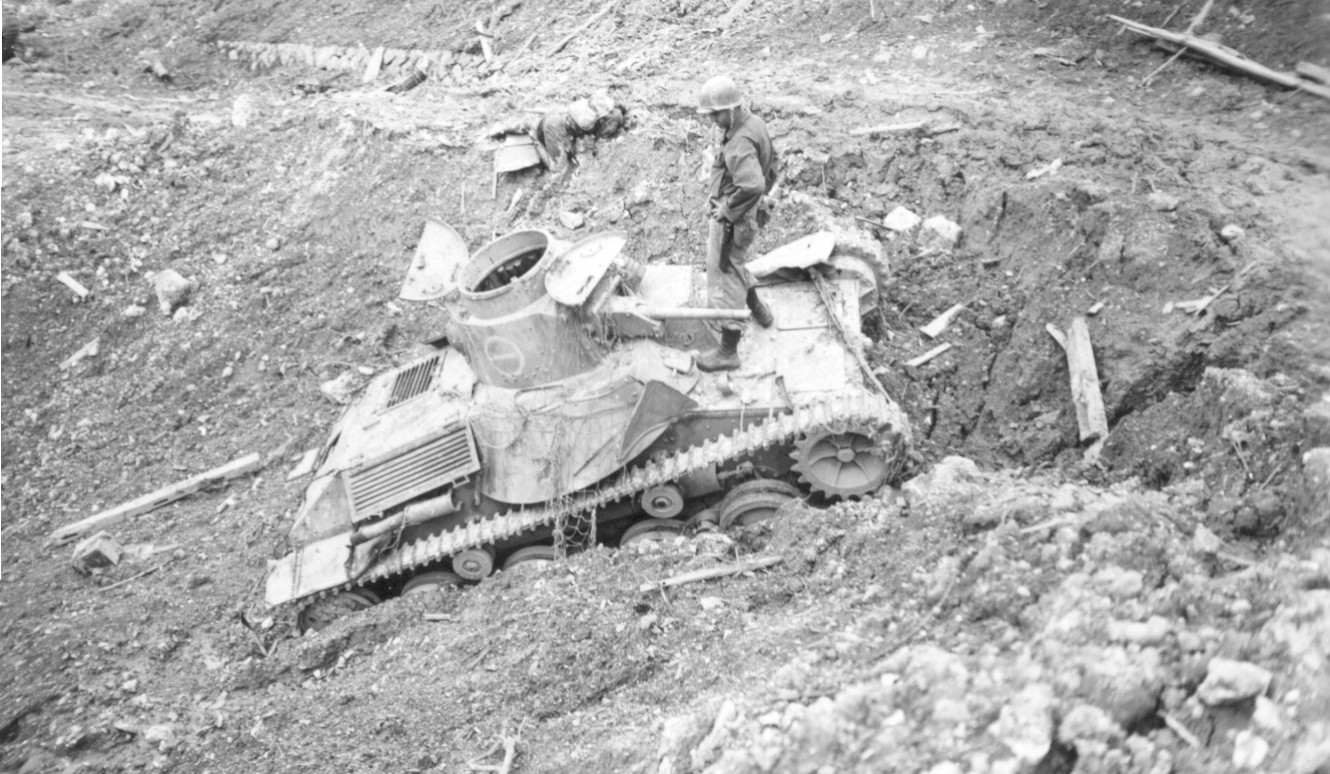
Un Type 95 danneggiato e abbandonato dall'equipaggio sulle alture di Shuri

Il 20 febbraio la 1ª Compagnia fu attaccata da un reggimento marine con il supporto di una compagnia di M4 Sherman: i carri nipponici combatterono fino al 1º marzo quando l'intera formazione andò disintegrata sulla collina 382. Cinque giorni dopo la 3ª Compagnia fu dislocata a difesa dell'aeroporto numero due, sotto pesante attacco; la battaglia fu selvaggia e i corazzati giapponesi combatterono disperatamente, ma furono quasi tutti distrutti e l'aeroporto infine venne occupato il 27 febbraio. La 2ª Compagnia attaccò improvvisamente il 21º Reggimento marines il 28, uscendo dalle caverne nelle quali erano stati nascosti i carri armati: dopo un iniziale successo i bazooka distrussero a maggior parte dei blindati e i sopravvissuti fuggirono. Ormai a ranghi ridotti, l'unità di Takeichi si ritirò a est nel villaggio di Maruman, combattendo come semplice fanteria fin verso il 20 marzo.
Il 1º aprile, a poca distanza dalla fine dei combattimenti su Iwo Jima, fu attaccata Okinawa; la guarnigione giapponese di circa 100.000 uomini era coadiuvata dal 27º Reggimento carri del tenente colonnello Murakami, forte di tredici Type 95 e quattordici Type 97 Chi-Ha Shinhoto (versione armata con un pezzo anticarro Type 1 da 47 mm). A questi esigui effettivi corazzati gli statunitensi opposero otto battaglioni carri dell'esercito, due dei Marine e due compagnie indipendenti sempre appartenenti a questi ultimi, per un totale di oltre 800 veicoli. Questa sproporzione di forze convinse il generale Mitsuru Ushijima, comandante della guarnigione, a non lanciare sconsiderati attacchi; ma gli ufficiali del suo stato maggiore insistettero talmente che, alla fine, Ushijima concesse l'autorizzazione. Il 4 maggio iniziò una grande controffensiva, nella quale il 27º Reggimento attaccò la collina 120 e il villaggio di Kochi, subendo gravi perdite; il giorno dopo i carri giapponesi avanzarono verso Maeda, ma anche questa volta furono sanguinosamente fermati, perdendo quasi tutti i Type 95, e si ritirarono. Dispiegato a Shuri in una forte posizione difensiva con cannoni campali Type 90 da 75 mm, il menomato reggimento vi rimase fino agli ultimi giorni di maggio, quando Shuri fu abbandonato, per poi rifluire nella zona sud di Okinawa. Pare che da allora non ebbe più parte nei combattimenti.

##### Isola Shimushu, Curili
L'8 agosto 1945 l'Unione Sovietica dichiarò guerra al Giappone attaccando la Manciuria; il 15 agosto l'Impero nipponico comunicava la resa senza condizioni e ordinava di non intraprendere qualsiasi azione militare ai danni degli Stati Uniti, ma le forze armate ebbero il permesso di reagire ad altre minacce. Ignorando deliberatamente la resa, forze sovietiche attaccarono il 18 agosto l'isola di Shimushu, nelle Curili: Stalin mirava infatti a impossessarsene prima che gli Stati Uniti vi inviassero delle truppe d'occupazione.
La guarnigione giapponese, contro ogni aspettativa, decise di combattere sebbene stesse per smobilitare: composta da circa 8 000 uomini, era appoggiata dall'11º Reggimento carri del colonnello Ikeda, dotato di venticinque Type 95, venti Type 97 e diciannove Type 97 Shinhoto; l'unità inviò una quarantina di veicoli ad assaltare la testa di ponte avversaria, difesa da diversi cannoni controcarro scaricati in tutta fretta: l'alzarsi di una densa nebbia rese però difficile per i corazzati giapponesi individuare i pezzi, mentre i sovietici non riuscivano a puntare con precisione i carri. La battaglia si trascinò caotica per due ore con estrema violenza, ma i giapponesi alla fine dovettero ritirarsi dopo aver perso ventuno carri armati; i sovietici avevano subito più di 100 morti. Due giorni dopo, il 20 agosto, le ostilità cessarono e le Curili furono in seguito assegnate all'Unione Sovietica.

## Caratteristiche

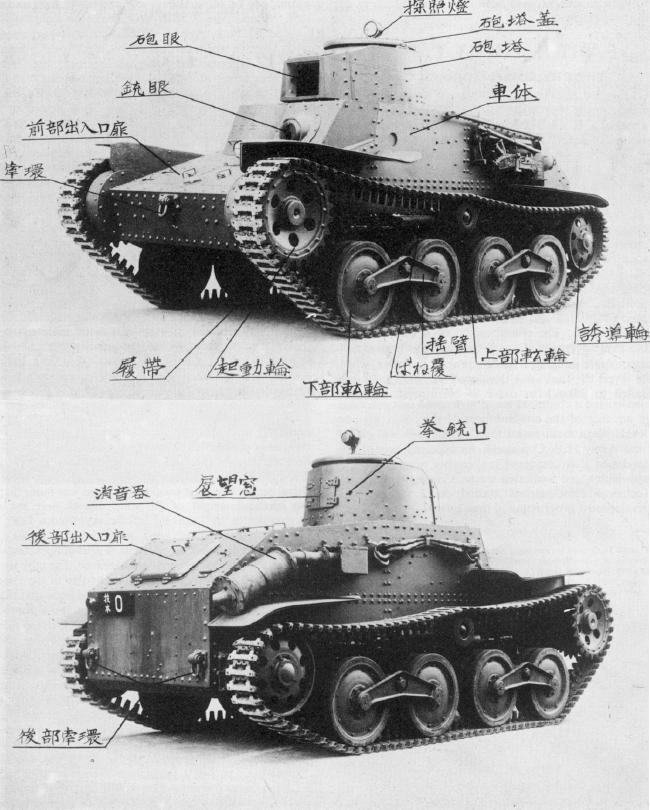
Immagine del prototipo con alcune parti indicate in lingua giapponese

Lo scafo era rivestito internamente di amianto per proteggere dalla calura dei climi tropicali l'equipaggio composto da tre uomini. Il pilota sedeva a destra e poteva usufruire di un visore e di una feritoia ricavate su un portello ribaltabile, che veniva di solito lasciato aperto quando non si era in combattimento. Alla sua sinistra, in posizione un poco più avanzata, trovava posto l'operatore di una mitragliatrice Type 91 da 6,5 mm su supporto a sfera, il cui arco di tiro arrivava a 35° a destra e a sinistra; l'operatore aveva inoltre il compito di assicurare il funzionamento del motore e di usare la radio, se presente: infatti tale apparecchiatura non era di serie nei carri giapponesi. Il comandante era l'unico occupante della torretta, decentrata a sinistra e dotata di diverse feritoie; sul tetto presentava una cupola circolare con una botola superiore divisa in due metà, attraverso la quale gli uomini accedevano al mezzo, mentre per l'evacuazione era disponibile un secondo portello nel retro. Il capocarro doveva dunque adoperare l'armamento in torretta, dare ordini al pilota e coordinarsi con i mezzi amici, davvero troppe mansioni per una sola persona
La torretta era brandeggiabile manualmente su un arco di 90° frontali e ospitava, decentrato leggermente a destra, un cannone Type 94 da 37 mm lungo 36,7 calibri (L/36,7) con velocità iniziale pari a 583 m/s e capace di penetrare una piastra a 90° spessa 45 mm da 300 metri. L'alzo andava da -15° a +20° e poteva brandeggiare indipendentemente dalla torretta su un arco di 20°. Era coadiuvato da una seconda mitragliatrice Type 91 da 6,5 mm montata a 120° sulla destra, sistemazione che nelle intenzioni doveva fornire al comandante due armi ruotando di poco la torretta quando necessario; nella pratica la scelta fu piuttosto fallimentare. La disponibilità di munizioni era copiosa, 111 proietti ad alto esplosivo e perforanti (oppure 119) e 2 970 cartucce per le mitragliatrici, cosa che dette problemi per lo stivaggio. In generale l'abitabilità del carro non era elevata e l'equipaggio era costretto in spazi a malapena sufficienti, tanto che il pilota lasciava aperti visori e portello anche in combattimento nei torridi teatri d'operazione tropicali. Tra la fine degli anni trenta e l'inizio dei quaranta il cannone da 37 mm fu sostituito da un pezzo paricalibro detto Type 98 e sempre L/36,7 ma con camera di sparo maggiorata: l'incremento della carica propellente si tradusse in una velocità iniziale di 685 m/s, sufficiente a penetrare una piastra di 25 mm da 500 metri di distanza. Anche le due mitragliatrici furono rimpiazzate da altrettante Type 97 da 7,7 mm. Il peso ritornò alle iniziali 7,4 tonnellate.
Nel vano posteriore, dalla forma grossolana e squadrata, si trovavano il motore, i serbatoi e il sistema di raffreddamento ad aria, mentre sul lato destro esterno erano montati lo scarico e la marmitta; tre portelli, dei quali uno superiore con una griglia per la ventilazione, permettevano di accedere al comparto per le riparazioni. Inizialmente il propulsore scelto era il Daimler da 118 hp già impiegato sul carro armato medio Type 89 Yi-Go, ma dopo poco fu sostituito con un Mitsubishi NVD 6120 da 6 cilindri in linea ed erogante 120 hp, capace di sviluppare una maggior velocità e caratterizzato da consumo medio di 66 litri ogni 100 chilometri. Il sistema d'accensione elettrico sviluppava 24 volt, il cambio associato era manuale con quattro marce avanti e una retromarcia. Poiché la trasmissione era anteriore, sul muso dello scafo furono ricavati due portelli per facilitare la manutenzione.

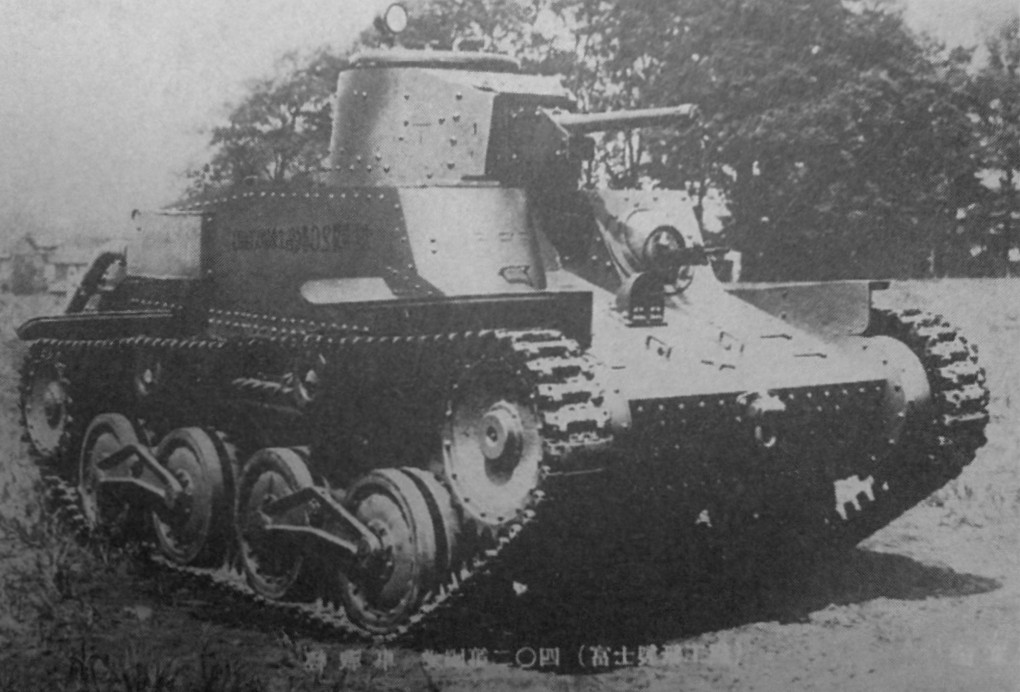
Un Type 95 di prima produzione: in seguito la forma del visore del pilota, dello scafo laterale e delle ruote cambiarono

Il Type 95 adottava lo stesso treno di rotolamento del tankette Type 94 TK: ruota motrice anteriore con doppia corona dentata e ruota di rinvio posteriore, addetta inoltre a regolare la tensione dei cingoli, larghi 251 mm e composti da 98 elementi con guida centrale a dente; la pressione al suolo era di 0,61 kg/cm². Le quattro doppie ruote portanti erano state accoppiate mediante due carrelli, ciascuno dei quali equipaggiato con un braccio oscillante longitudinale; i due bracci erano assicurati alle estremità di una grossa molla elicoidale montata parallelamente al terreno e protetta da una guaina d'acciaio fissata al fianco dello scafo. Il treno di rotolamento era completato da due doppi rulli tendicingolo. Questo sistema di sospensioni tramutava i movimenti verticali del mezzo in orizzontali, che poi venivano assorbiti dalla molla: configurazione robusta usata su quasi tutti i carri armati nipponici, dette qualche problema durante le prove perché la distanza tra le ruote portanti era la stessa tra un solco e l'altro del terreno arato scelto per il collaudo. L'imprevisto fu ovviato con il capovolgimento dei carrelli ai cui perni vennero assicurate piccole ruote aggiuntive.
La corazzatura rivettata era spessa 12 mm sui fianchi e sul muso dello scafo, con un'inclinazione contenuta; anche la torretta aveva gli stessi valori su tutti i lati ma presentava un mantelletto protettivo da ben 57 mm. Le sottili piastre erano capaci di fermare con successo solo proiettili da 7,7 mm, ma la cosa non destò preoccupazioni e anzi fu giudicata accettabile in rapporto al teatro bellico cinese, dove le armi anticarro erano molto rare e i blindati giapponesi potevano operare liberamente. L'estrema vulnerabilità di protezioni così sottili fu sottolineata durante la battaglia di Khalkhin Gol contro i sovietici.
Il Type 95 presentava una luce libera di 39 centimetri, poteva superare trincee larghe 2,01 metri, ostacoli verticali da 0,73 metri e guadi profondi 1,03 metri.

## Varianti

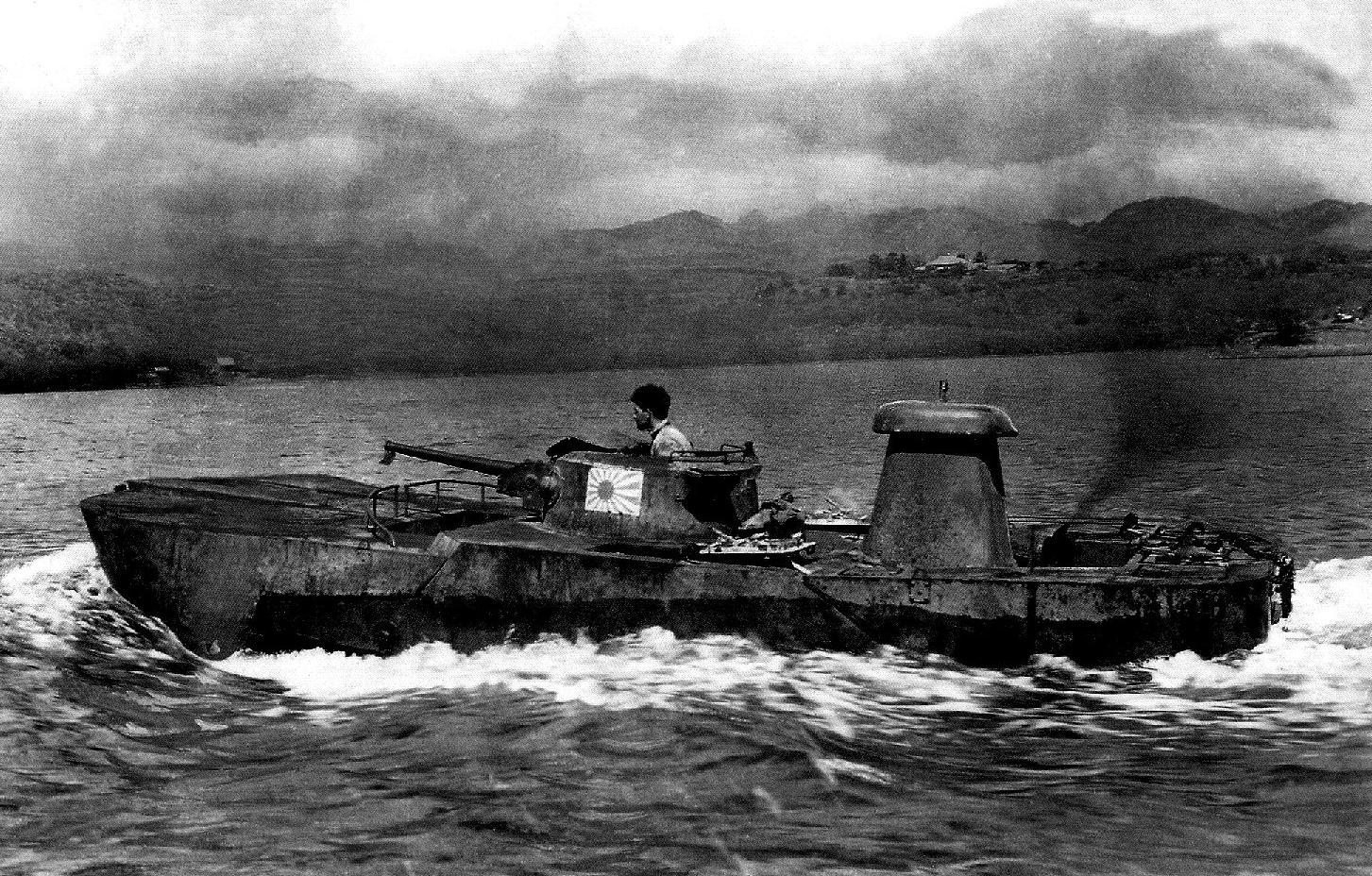
Il carro anfibio Type 2 Ka-Mi derivato, con diverse modifiche, dal Type 95

Il Type 95 funse da base per lo sviluppo di carri leggeri meglio armati e tecnicamente più sofisticati, ma l'industria bellica nipponica, già provata da anni di conflitti e pesantemente impegnata nelle costruzioni e riparazioni navali, poté produrre solo poche centinaia, quand'anche solo prototipi, dei nuovi mezzi: un primo derivato fu il Type 3 Ke-Ri con il cannone da 57 mm del Type 97 Chi-Ha, ma ebbe poco successo per la pessima progettazione della torretta e la conseguente difficoltà nell'usare l'arma. Esso fu quindi presto sostituito dal Type 4 Ke-Nu, che montava direttamente la torretta del Type 97 con il medesimo armamento. Fu poi sviluppato il carro anfibio Type 2 Ka-Mi, equipaggiato con strutture di galleggiamento e due motori a elica fuoribordo per il movimento in acqua. Un progetto che risaliva ai tardi anni trenta portò infine al Type 98 Ke-Ni, prodotto però in neanche 100 esemplari perché considerato appena superiore al Type 95 e quindi inutile nel contrastare i carri armati degli Alleati. Durante il 1945 fu elaborato il Type 5 Ho-Ru, cacciacarri leggero mai impiegato in battaglia.
Il carro fu anche prodotto nella versione d'addestramento Manshū, con piccoli ruotini aggiuntivi tra le ruote portanti ma impiegabile anche in battaglia. Durante la guerra si tentò inoltre di montare un cannone da 20 mm sullo scafo per farne un semovente antiaereo denominato Ta-Se, rimasto in fase sperimentale. Per i genieri fu invece realizzato il Type 95 Ri-Ki con una gru a braccio da 3 tonnellate; ancora, un modello sperimentale sacrificava la torretta per una casamatta ospitante un mortaio da 120 mm: il mezzo fu chiamato Ho-To ma non ebbe ulteriori sviluppi.

## Altri utilizzatori
Durante il 1940 furono consegnati alla Thailandia 50 Type 95 grazie alle amichevoli relazioni con il Giappone, rapporti che sarebbero sfociati in vera e propria alleanza durante la seconda guerra mondiale. Denominati come Type 83 dal Regio Esercito thailandese, i mezzi nipponici vi rimasero in servizio fino al 1952, quando furono sostituiti dagli M24 Chaffee statunitensi.
Più della metà dell'intera produzione di Type 95 fu destinata al fronte cinese, dove centinaia furono abbandonati dalle forze giapponesi dopo la resa finale senza condizioni nell'estate 1945: essi furono catturati e reimpiegati da entrambe le fazioni comunista e nazionalista nella guerra civile cinese. Alcuni apparvero anche durante la successiva guerra di Corea, usati dalla Repubblica di Mao o dall'esercito sudcoreano.